# Liste der Baudenkmale in Strohkirchen
In der Liste der Baudenkmale in Strohkirchen sind alle Baudenkmale der Gemeinde Strohkirchen (Landkreis Ludwigslust-Parchim) und ihrer Ortsteile aufgelistet (Stand: Januar 2021).

## Strohkirchen
| ID | Lage                       | Bezeichnung                                        | Beschreibung        | Bild |
| -- | -------------------------- | -------------------------------------------------- | ------------------- | ---- |
|    | Bahnhofstraße/Gartenstraße | Gefallenendenkmal 1914/1918 mit 3 Inschriftsteinen |                     |      |
|    | Waldweg 6 (Karte)          | Büdnerei aus Raseneisenstein                       | Waldweg 6 (alt: 33) |      |

## Quelle
- Denkmallisten des Landkreises Ludwigslust-Parchim (Stand: September 2021)

- Karte mit allen Koordinaten:
- OSM |
- WikiMap